# Tinka
Tinka je žensko osebno ime.

## Izvor imena
Ime Tinka je krajša oblika imena izpeljana iz ženskih imen: Celestina ali Martina pa tudi iz Tina ali Valentina

## Pogostost imena
Po podatkih SURSa je bilo na dan 31. decembra 2007 v Sloveniji 208 oseb z imenom Tinka.

## Oseni praznik
V koledarju je ime Tinka uvrščeno k imenom, ki god praznujejo takrat kot: Celestin(a), Klementin(a), Martin(a) in Valentin(a).